# إنليل
إنليل، وعُرف لاحقًا باسم إليل، هو إله سومري قديم، يُعتبر إله الرياح والهواء والأرض والعواصف. اعتُبر في البداية رئيس آلهة البانثيون السومري، لكن عبده الأكاديون والبابليون والآشوريون والحوريون لاحقًا. كان معبد إكور في مدينة نيبور مركز عبادة الإله إنليل الرئيس، واعتُقد أن إنليل بنى معبده بنفسه، واعتُبر «الحبل الرابط» بين الأرض والسماء. يُشار إلى إنليل في بعض النصوص السومرية بـ نونامنير. وفقًا لإحدى الأناشيد الملحمية السومرية، كان إنليل مقدسًا لدرجة شديدة، حتى أن الآلهة الأخرى لم تستطع النظر إليه. برز دور الإله إنليل خلال القرن 24 قبل الميلاد مع ازدهار نيبور. اضمحلت عبادة إنليل بعدما دمر العيلاميون مدينة نيبور في العام 1230 قبل الميلاد، وخُلع عن رئاسة آلهة البانثيون السومري على يد الإله البابلي مردوخ. كان الإله بيل النظير البابلي للإله إنليل ومردوخ وإله الرعي تموز (أو دموزي).
لعب إنليل دورًا شديد الأهمية في أسطورة الخلق السومرية: ففصل أنو (السماء) عن كي (الأرض)، وهكذا جعل الأرض موطنًا قابلًا لعيش البشر عليها. في أسطورة الطوفان السومرية، يكافئ إنليل الملك زيوسودرا بالخلود لأن الأخير استطاع النجاة من الطوفان، وفي أسطورة الطوفان البابلية، يكون إنليل سبب هذا الطوفان، فهو الذي بعثه ليبيد العرق البشري لأن البشر أصدروا ضجيجًا صاخبًا منع الإله إنليل من النوم. تحكي أسطورة إنليل ونينليل قصة مساعي إنليل المتكررة لإغراء نينليل عن طريق عدة مظاهر وتجليات، ما أدى إلى ولادة إلهة القمر نانا وآلهة العالم السفلي نرغال ونينازو وإنبيلولو. اعتُبر إنليل مخترع القزمة (أداة) وراعي الزراعة. يظهر إنليل أيضًا، وبشكل رئيس، في عدد من الأساطير الأخرى التي تحكي قصة ابنه نينورتا، من بينها أسطورة آنزو ولوح الأقدار ولوغالي.

## اصطلاح
يقسّم اسم إنليل في اللغة السومرية إلى اللفظين إن وليل، هو إله الريح والهواء والأرض والعواصف وسيد الآلهة كلها.، كان إنليل اله النسيم، هواء الربيع، وهي الفترة التي تعود فيها مواسم المزروعات في الريف، ويمكن لإنليل ان يكون قاسياً وشديد العقاب، ليتشكل على شكل أعاصير مثلاً، وهي الصورة الأعم في ذهن السومريين حيث كان إنليل يد الاله آنو القاسية، ومنبع العذاب في الدنيا، أي ان حضارة بلاد الرافدين صورته على انه جهاز القسوة والبطش الإلهي، ويذكر بأن انليل كان اله النفس والفضاء أيضاً. اشتق اسم إنليل من السومرية القديمة، فكلمة «إن» تعني «سيد»، أما «ليل» فتعني «رياح». لذا يُترجم اسمه حرفياً إلى «سيد الرياح». اسم إنليل ليس إضافة، وهذا دليل على أن السومريين اعتبروا إنليل تجسيدًا للرياح بحد ذاتها بدلًا من كونه مسببًا لخلق تلك الرياح.
بعض الباحثين يرفض فكرة أن يكون اسم انليل سومرياً، ويرجعه إلى شعوب أقدم اورثت هذا الاسم للسومريين، وهذا ما يعتبر صعب التأكيد أو النفي لغياب المدلولات التاريخية لما قبل السومرية.
رأى السومريون إنليل وتصوره إلهًا خيِّرًا وأبويًا يرعى بني الإنسان ويحرص على رفاهِهم. وقد وصفت إحدى التراتيل الدينية السومرية إنليل بأنَّه ذو جلالٍ عظيمٍ للدرجة التي جلعت باقي الآلهة لا تجرؤ على النظر إليه. ارتبطت عبادته ارتباطًا وثيقًا بمدينة نيبور المقدسة، وبعد أن سلب العيلاميون نيبور عام 1230 قبل الميلاد، أخذت عبادته بالانحسار. وفي نهاية المطاف تماثل أو قُورِنَ في دوره كإله رئيسي مع مردوخ، الإله القومي للبابليين، ومع آشور، الذي أدى دورًا مشابهًا بالنسبة للآشوريين. وكان إنليل مرتبطًا بحجر اللازَوَرْد. عدده السري أو الرمزي هو «50».

## العبادة
كان إنليل الإله الراعي لمدينة نيبور، وكان مركز عبادته متمركزًا هناك في معبد إكور. يترجم اسم المعبد حرفيًا في اللغة السومرية إلى «منزل الجبل». اعتقد السومريون أيضًا أن إنليل هو من بنى المعبد وأسسه بنفسه. واعتقدوا أن إنليل هو «الحبل الرابط» بين السماء والأرض، أي اعتبروه «قناة للاتصال بين الأرض والسماء». في إحدى الأناشيد التي كُتبت خلال عهد أور نامو، مؤسس سلالة أور الثالثة، وُصفت إكور بتفصيل دقيق، ووضحت الأنشودة أن بواباتها نُحتت لتصور الإله إمدوغود (آنزو)، وهو إله أصغر يُصور أحيانًا على هيئة طير عملاق، أو يصور وهو يذبح أسدًا وبجانبه نسرٌ يختطف أحد الآثمين.
آمن السومريون بأن الهدف الوحيد لوجود الإنسان هو خدمة الآلهة. فاعتقدوا أن تمثال الإله هو تجسيد فيزيائي وجسدي للإله نفسه. لذا اهتموا بالتماثيل التي عبدوها واعتنوا بها بشكل دائم، وعينوا مجموعة من الكهنة للاعتناء بتلك التماثيل. عبد الناس إنليل عبر تقديم الطعام والحاجات البشرية الأخرى له. اعتقدوا أيضًا أن الطعام الذي يضعونه، خلال طقس خاص، أمام التمثال هو طعام الإله إنليل اليومي، لكن بعد أداء الطقس، يُوزع الطعام على الكهنة الذين يعتنون بالتمثال. كان هؤلاء الكهنة مسؤولين عن تغيير ملابس التمثال أيضًا.
تخيّل السومريون إنليل على شاكلة إله وديع وأبوي، يراقب البشرية من بعيد ويهتم بصحة الناس. تصف إحدى الأناشيد السومرية إنليل بفخر ومجد شديدين، لدرجة أن الآلهة الأخرى لا تجرؤ على النظر إليه. توضح الأنشودة نفسها أن الحضارة لم تكن لتوجد بدون إنليل. هناك عدة صفات وألقاب أُطلقت على إنليل، مثل «الجبل الأعظم» و«ملك الأراضي الخارجية». يوصف إنليل أحيانًا بـ «العاصفة الثائرة» و«الثور الجامح» و«التاجر». إنليل في مخيلة السومريين هو الخالق والأب والملك وسيد الكون الأعظم. عُرف أيضًا باسم «نونامنير»، ويُشار إليه في نص واحدٍ على الأقل بـ «الرياح الشرقية والرياح الشمالية».
نظر الملوك إلى إنليل باعتباره حاكمًا نموذجيًا، وحاولوا تقليده. يُقال إن إنليل إله عادلٌ بشكل يفوق التصورات، ولا يتسامح مع الشر. كان الحكام يسافرون من جميع أصقاع بلاد سومر ليزوروا معبده في نيبور، وإلا لن يصبحوا حكامًا شرعيين. يردّ هؤلاء الحكام معروف إنليل عبر تكريس الأرض والأغراض الثمينة لتقديمها أضاحٍ لمعبده. كانت نيبور أيضًا المدينة الوحيدة التي لم يُبنَ فيها قصر: والهدف من ذلك هو إظهار أهمية المدينة باعتبارها مركزًا لعبادة إنليل، أي أن إنليل نفسه هو ملك المدينة. وحتى خلال الفترة البابلية، عندما احتل مردوخ مكانة إنليل بصفته الإله الأعلى، كان الملوك البابليون يزورون مدينة نيبور المقدسة للحصول على اعتراف رسمي بشرعية حكمهم.
برز إنليل خلال القرن الرابع والعشرين قبل الميلاد، عندها بدأت تضعف أهمية الإله أنو. خلال تلك الفترة الزمنية، استحضر السومريون إنليل وأنو في النقوش التي خلفوها. ظلّ إنليل الإله الأعلى في بلاد ما بين النهرين خلال الفترة العمورية، وحينها كان التجار العموريون يدّعون أن إنليل هو مصدر شرعيتهم. بدأت أهمية إنليل تضعف بعدما احتل الملك البابلي حمورابي بلاد سومر. عبد البابليون إنليل تحت اسم «إليلي»، بينما كان الإله الحوري كوماربي نظير الإله إنليل لدى السومريين. في إحدى طقوس الحوريين، يُستحضر إنليل وأبانتو بصفتهما «أب وأم الإلهة إشارا»، واستُحضر إنليل إلى جانب نينليل بصفتهما عضوين من الـ «أنوناكي».
خلال فترة حكم الكيشيين (نحو العام 1592 قبل الميلاد – 1155 قبل الميلاد)، استطاعت نيبور استعادة تأثيرها في المنطقة لفترة مؤقتة، وبرزت أهمية الإله إنليل مجددًا. منذ نحو العام 1300 قبل الميلاد وما بعد، وفّق الناس بين الإله إنليل والإلهة الآشوري آشور، والأخير هو أهم إله في البانثيون الآشوري. ثم في عام 1230، هاجم العيلاميون نيبور وتدهورت المدينة، واضمحلت معها عبادة الإله إنليل. بعد 100 عام تقريبًا، مُنح دور إنليل المتمثل بزعامة البانثيون إلى مردوخ، إله البابليين. تلاشى دور الإله إنليل في البانثيون واضمحلت أهميته بشكل كبير، ومُثّل في بعض الأحيان باعتباره تجليًا من تجليات مردوخ. في المقابل، بقيت معابد الإله إنليل سليمة خلال فترة الإمبراطورية الآشورية الحديثة (911 قبل الميلاد – 609 قبل الميلاد)، حتى أن البابليين اعتبروا إنليل وأنو الإلهين اللذين منحا مردوخ كل قواه. خلال الألفية الأولى قبل الميلاد، عبد البابليون إلها اسمه «بيل»، وهي كلمة تعني «سيد»، وهو أيضًا نظير للآلهة إنليل ومردوخ وتموز. لُقب بيل بجميع الصفات والألقاب التي حملها إنليل، ومكانته في الدين البابلي مماثلة لمكانة إنليل. في نهاية المطاف، أصبح الناس ينظرون إلى بيل بصفته إله النظام والقدر. في الوقت ذاته، ظل آشور يُعرف بـ «إنليل الآشوري» أو «إنليل الآلهة». بعد انهيار الإمبراطورية الآشورية الحديثة، دُمرت تماثيل إنليل ومعابده لأنه أصبح مرتبطًا بالآشوريين بشكل معقد، وكان الآشوريون شعبًا مكروهًا من طرف الشعوب التي احتلوها. ظل الناس يبجلون إنليل تحت اسم الإله مردوخ حتى نحو العام 141 قبل الميلاد، عندها تدهورت عبادة مردوخ إلى الأبد، ونُسي في نهاية المطاف كُليًا.

## الولادة
ولد انليل من تنهيدة اله الجنة آن، وإلهة الأرض كي، بعد ممارستهما للجنس، وعندما كان إلهاً شابا، طُرد انليل من ديلمون، بيت الآلهة، إلى العالم السفلي، بعد أن اغتصب فتاةً صغير اسمها نينليل، نينليل تبعته إلى العالم السفلي حيث وضعت مولودها الأول، اله القمر سين أو نانار (في السومرية سوين) وبعد أن أصبح أباً لثلاث شخصيات خارقة في العالم السفلي، سمح لإنليل بالعودة إلى ديلمون.

## فضائله على البشر
إنليل هو الذي امر بطلب من ابنه الاله إنكي ابناه لهار واشنان بان يسكنا الأرض، وبنى لهما أول حظيرة وأول بيت، وقدم لهما العلف والعشب والمحراث والنير، وهو الذي صنع قالباً استخدمته الآلهة لصنع الإنسان، كما أن المعول الذي استخدمه البشر في العمران وفي الزراعة كانت هبة من الاله انليل أيضاً.
كما يقال بان مدينة نيبور أو نفَّر هي صنيعة الاله انليل نفسه، وفيها سكن وتلقى هدايا من ابنه انكي.

## النسل
رقم انليل هو الخمسون، ويرمز اليه بالتاج الثلاثي وبلوحات المصير، وهو والد اله القمر نانار، ووالد آلهة مدينة نيبور، نينورتا، وأحياناً يرجع اله بأبوة نرجال الهة الحبوب، وبابلساغ الذي يعادل نينورتا، ويظن أحياناً انه والد نامتار من زواجه بإرشكيغال (رديفة عشتار).

## فيملحمة جلجامش
في ملحمة جلجامش، كان انليل قد استشاط غضبا من جلجامش وأنكيدو بعد قتلهما خمبابا حارس غابة الأرز، والتي كانت برعاية إنليل نفسه الذي عين هذا الحارس عليها، وحين قاموا بقتل ثور الجنة الذي ارسل لعقابهما، اصر إنليل على موت إنكيدو على الاقل عقاباً.
وعن الطوفان، تذكر الرواية أن الأرض كانت قد امتلأت بالبشر وضجت بهم، مما ازعج الآلهة ومنعها من النوم فقام إنليل بإعلان النية بالتخلص من البشر ودعمته الآلهة، وقام بسكب المطر على العالم حتى فاض بالبشر إلا أن اوتانابشتم كان قد بنى فلكاً ونجا به مع عائلته ومختارات من كل جنسٍ حي، وبعد الطوفان وعتاب بعض المخلوقات العظيمة لإنليل على عمله، قام بمباركة اوتانابشتم وأمره بالسكن قرب مجرى الأنهار وبارك له المواسم والزرع.